# 마비저
마비저(馬鼻疽, glanders) 또는 비저는 말이나 당나귀에게 치명적이며 사람도 걸리는 감염병이다.